# Clube Esportivo Social União Medianeirense
O Clube Esportivo Social União Medianeirense, mais conhecido como União Medianeirense é um clube de futebol brasileiro da cidade de Medianeira, no oeste do estado do Paraná.
O União, como é popularmente conhecido, já disputou 6 vezes o Campeonato Paranaense da Segunda Divisão. O clube se encontra atualmente licenciado das competições Profissionais.

## História
O União Medianeirense foi fundado em 9 de outubro do ano de 1956. O seu primeiro campeonato profissional foi em 1976 quando disputou o Campeonato Paranaense da Segunda Divisão.Campeonato esse que disputou 6 edições : 1976,1989,1990,1991,1992 e a última em 1993.
Em 1972 o União Medianeirense foi campeão da Taça Paraná, a principal competição do futebol amador do estado brasileiro do Paraná. Organizado, anualmente pela Federação Paranaense de Futebol, 

## Títulos

### Estaduais
- Taça Paraná

1972,